# Yagō

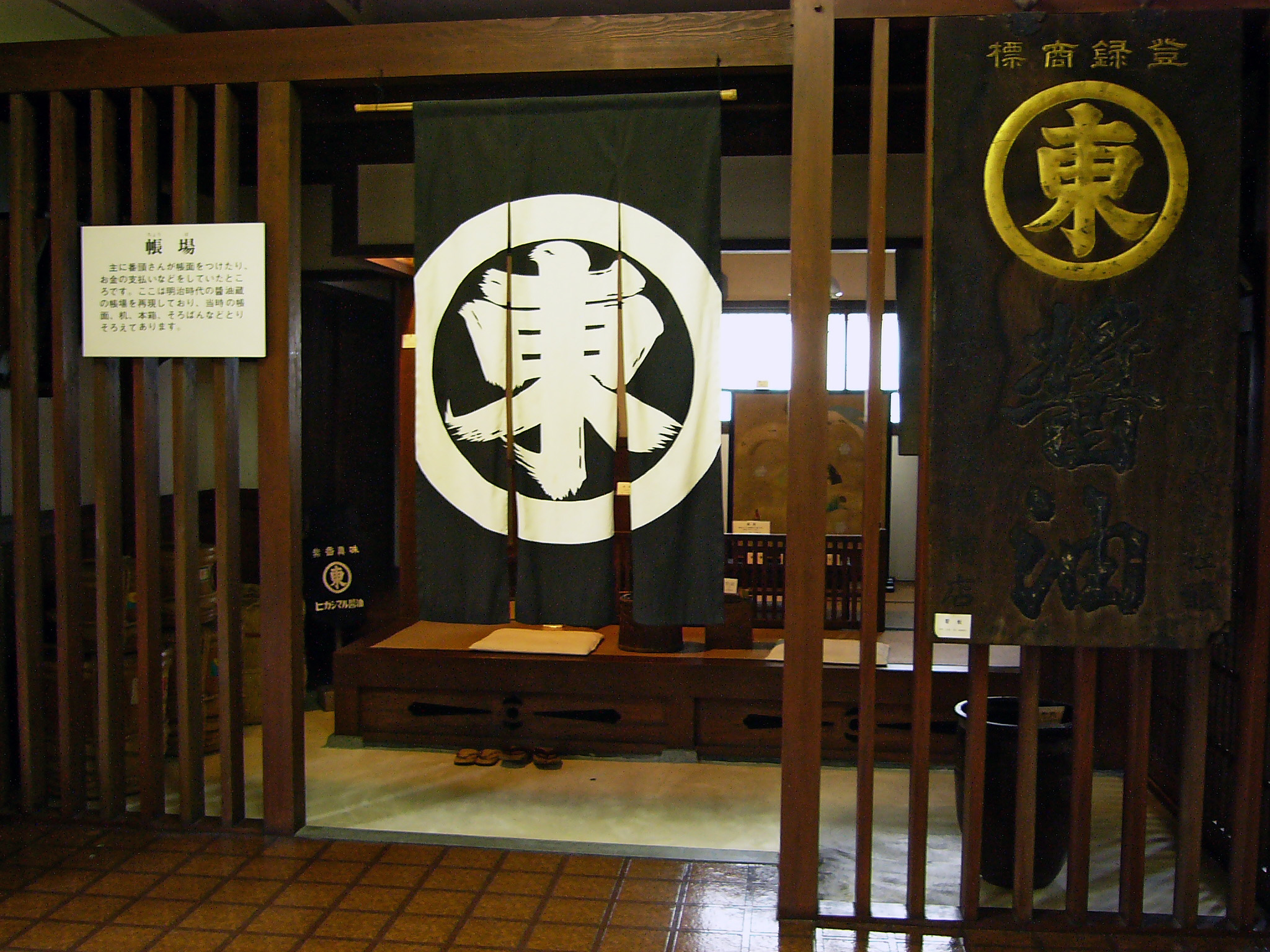
Exemple de yagō d'un marchand.

Pour les articles homonymes, voir Yago.
Yagō (屋号), littéralement « nom de maison », est le terme employé dans la culture traditionnelle japonaise pour faire référence aux noms donnés aux personnes au sein d'une guilde, studio, ou autre circonstance hors relations familiales. Le terme est synonyme de iena (家名) et kadona (角名). Le terme est le plus souvent utilisé pour les noms des acteurs de kabuki, mais est aussi applicable aux noms que les artistes tiennent de leurs maîtres ou studios, ou aux noms qu'on prend de son entreprise, et plusieurs autres circonstances.

## Origine
Le ya (屋) de yagō, souvent vu à la fin d'un nom yagō, signifie « maison », « toit », ou « magasin », et aide ainsi à éclaircir les origines du terme.
À l'origine, les yagō étaient des toponymes ou des noms d'édifices habités. Même quand une maison changeait de famille, la nouvelle famille prenait le nom de la maison ; la précédente famille gardait très souvent le nom de son ancienne maison. Souvent, une famille ou un individu devenait mieux connu sous leur yagô que leur propre nom de famille.
Les origines de la coutume ne sont pas claires. On la voit d'abord dans les chroniques de l'époque de Muromachi. Pendant plusieurs siècles, les roturiers japonais n'eurent pas de noms de famille, donc les yagō servaient à décrire les personnes par leur toponyme, occupation, ou magasin. Il y a des similarités avec les origines et l'évolution des noms de famille dans d'autres cultures du monde.
Le yagō peut aussi aider à différencier le statut des lignées avec le même nom de famille, ou tout simplement pour différencier entre des personnes avec le même nom de famille dans le même village. Les maisons pouvaient être connues de par leur localisation géographique (par exemple hara, 原, soit « pré », ou sakamoto, 坂本, soit « au pied de la colline »), et les familles habitant ces maisons prenaient ces toponymes comme nom. Le yagō pouvait également différencier la lignée principale des autres branches d'une même famille.

## Artistes
Le yagô devint particulièrement connu et utilisé dans le théâtre kabuki, où les acteurs prenaient un yagō lié à leur guilde. Le célèbre acteur Ichikawa Danjūrō V, quoique de la famille Ichikawa, était aussi connu sous le yagō de Naritaya (« maison de Narita »), indiquant sa guilde dans le monde du kabuki. Ce nom le lie donc aux autres acteurs de Naritaya et reflète son apprentissage et ses études auprès d'autres acteurs qui pouvaient venir d'autres familles. Les yagō des acteurs étaient souvent choisis pour rappeler certains anciens grands acteurs, et il était autrefois courant que les membres de l'audience criaient le yagō d'un acteur quand sa performance était particulièrement bonne. Cette pratique est appelée kakegoe (掛け声).
Les acteurs, écrivains et poètes au Japon, comme ailleurs, prennent souvent des noms de plume ou pseudonymes, parfois dérivés des noms de leurs mentors (particulièrement dans le cas des artistes peintres), dans lequel cas ils peuvent être considérés yagō. Toutefois, ce genre de nom est le plus souvent appelé kagō (家号) ou gō 号.

## Maisons marchandes
Pendant l'époque d'Edo, les maisons marchandes prirent des yagō, qui servirent de noms de famille. Parmi les pratiques les plus courantes, on trouve celle de prendre le nom d'une province et y apposer le suffixe ya, comme dans Kagaya ou Echigoya. On trouvait également le ya apposé à un indicateur d'occupation, comme Minatoya, minato signifiant « port » ; Minatoya indiquerait donc une personne travaillant dans le commerce ou la navigation. Certains de ces yagō survivent aujourd'hui en tant que noms de famille.